# Selaginella polymorpha
Selaginella polymorpha là một loài dương xỉ trong họ Selaginellaceae. Loài này được Badré mô tả khoa học đầu tiên năm 1997.